# Herchunda
Herchunda là một chi bướm đêm thuộc họ Erebidae.